# Mary Lynn Rajskub
Mary Lynn Rajskub (n. 22 iunie 1971, Detroit, Michigan, SUA) este o actriță americană, cunoscută mai ales pentru interpretarea lui Chloe O'Brian în serialul de televiziune 24.

## Biografie
Mama lui Mary Lynn Rajskub, Betty, este asistentă de farmacie⁠(d), iar tatăl ei Tony, instalator. Are două surori mai mari. Rajskub a absolvit Trenton High School din Trenton în 1989. Apoi a studiat arte la Detroit și mai târziu la San Francisco. Acolo și-a descoperit talentul de comic și a început o carieră în televiziune.
Inițial, a apărut în mai multe emisiuni de comedie la televiziunea americană, precum Mr. Show with Bob and David și The Larry Sanders Show. De asemenea, a apărut în roluri mai mici în diverse comedii, inclusiv Road Trip, Punch-Drunk Love și Casă, dulce casă (2002).
Lansarea ei a venit în 2003, cu un rol mai serios în serialul de televiziune în timp real 24, în care o interpretează pe experta în calculatoare Chloe O'Brian. Deși a avut un rol mai mic în al treilea sezon, a devenit membru principal al distribuției serialului 24 în al patrulea sezon. De asemenea, a apărut ca invitată în alte seriale de televiziune, precum King of Queens și Gilmore Girls. În 2006, a jucat în filmul Firewall alături de Harrison Ford și Paul Bettany. Și-a reluat rolul de Chloe O'Brian în continuarea din 2014 a serialului 24, 24: Live Another Day. În 2021, a apărut în filmul științifico-fantastic Războiul de mâine, lansat pe Prime Video.
Mary Lynn Rajskub pictează și cântă la chitară. Este o comediană de stand-up și a fost o jumătate din duetul de comedie Girls Guitar Club.
Este împreună cu antrenorul Matthew Rolph din 2007. Copilul lor s-a născut pe 24 iulie 2008. S-a căsătorit cu Rolph în Las Vegas pe 1 august 2009 dar au divorțat în 2019.

## Filmografie selectivă

### Filme de cinema
- 1999 Man on the Moon (Man on the Moon), regia Miloš Forman
- 2000 Băi, care mi-ai șutit mașina? (Dude, Where’s My Car?), regia Danny Leiner
- 2000 Road Trip, regia Todd Phillips
- 2000 Sunset Strip, regia Adam Collis
- 2001 Storytelling, regia Todd Solondz
- 2001 Anniversary Party (The Anniversary Party), regia Jennifer Jason Leigh și Alan Cumming
- 2001 The Girls Guitar Club, regia Ruben Fleischer - scurtmetraj
- 2002 Punch-Drunk Love (Punch-Drunk Love), regia Paul Thomas Anderson
- 2002 Casă, dulce casă (Sweet Home Alabama), regia Andy Tennant
- 2003 Una bionda in carriera (Legally Blonde 2: Red, White & Blonde), regia Charles Herman-Wurmfeld
- 2004 Misterele tinereții (Mysterious Skin), regia Gregg Araki
- 2006 Little Miss Sunshine (Little Miss Sunshine), regia Jonathan Dayton e Valerie Faris
- 2006 Firewall (Firewall), regia Richard Loncraine
- 2008 Sunshine Cleaning, regia Christine Jeffs
- 2009 Julie & Julia, regia Nora Ephron
- 2012 Safety Not Guaranteed, regia Colin Trevorrow
- 2013 The Kings of Summer, regia Jordan Vogt-Roberts
- 2016 In search of Fellini, regia Taron Lexton
- 2021 Războiul de mâine (The Tomorrow War) regia Chris McKay
- 2022]] : Please Baby Please d’Amanda Kramer
- 2023 Scivolando sulla neve (Dashing Through The Snow), regia Tim Story

### Filme de televiziune
- Mr. Show with Bob and David – serie TV, 10 episoade (1995-1996)
- The Larry Sanders Show – serie TV, 18 episoade (1996-1998)
- L'atelier di Veronica (Veronica's Closet) – serie TV, 15 episoade (1999-2000)
- Una mamma per amica (Gilmore Girls) – serie TV, 2 episoade (2002-2006)
- Helter Skelter, regia di John Gray – film TV (2004)
- 24 – serial TV, 126 episoade (2003-2010)
- Royal Pains – serie TV, episodul 2x02 (2010)
- O familie modernă (Modern Family) – serie TV, episodul 2x12 (2011)
- How to Be a Gentleman – serie TV, 9 episoade (2011-2012)[6]
- The L.A. Complex – serie TV, episodul 1x01 (2012)
- Anatomia lui Grey (Grey's Anatomy) – serie TV, episodul 8x23 (2012)
- Dirty Work – webserie TV, 3 webisoade (2012)
- În mintea criminalului (The Mentalist) – Serie TV, episodul 5x11 (2013)
- 2 fete falite (2 Broke Girls) – serie TV, 5 episoade (2013-2014)
- Brooklyn Nine-Nine – serie TV, 5 episoade (2015-2016)
- The Girlfriend Experience – serie TV, 13 episoade (2016)
- Criminal Minds – serie TV, episodul 15x07 (2020)
- The Dropout – serie TV (2022)
- Presunto innocente (Presumed Innocent) – serie TV, episodul 1x08 (2024)
- North of North – serie TV (2025)

### Scenarist
- 2001 The Girls Guitar Club